# Abrahamstal
Die Hofstelle Abrahamstal ist ein Ortsteil der Gemeinde Lindlar, Oberbergischen Kreis im Regierungsbezirk Köln in Nordrhein-Westfalen (Deutschland).

## Lage und Beschreibung
Abrahamstal liegt nördlich von Lindlar an der Landstraße L284 von Linde nach Hartegasse. Nördlich der Hofschaft fließt die Lindlarer Sülz.
Nachbarorte sind Lindlar, Untersülze, Helle, Süttenbach, Stoppenbach, Heibach und Obersülze.

## Geschichte
Zu Beginn des 19. Jahrhunderts stand in Abrahamstal eine Eisenschmelzhütte. Die Preußische Uraufnahme von 1840 zeigt den Wohnplatz. In dieser topografischen Karte ist eine „Hütte“ in Abrahamstal verzeichnet.
Ab der Preußischen Neuaufnahme von 1894/96 ist der Ort auf Messtischblättern regelmäßig als Abrahamstal verzeichnet.
1822 lebten sieben Menschen im als Haus und Eisenschmelze kategorisierten Ort, der nach dem Zusammenbruch der napoleonischen Administration und deren Ablösung zur Bürgermeisterei Lindlar im Kreis Wipperfürth gehörte. Für das Jahr 1830 werden für den als Abrahamstal bezeichneten Ort sieben Einwohner im Haus und eine Eisenschmelzhütte angegeben. Der 1845 laut der Uebersicht des Regierungs-Bezirks Cöln als isoliertes Haus kategorisierte Ort besaß zu dieser Zeit ein Wohngebäude mit sieben Einwohnern, alle katholischen Bekenntnisses. Die Gemeinde- und Gutbezirksstatistik der Rheinprovinz führt Gut Abrahamstal 1871 mit einem Wohnhaus und vier Einwohnern auf. Im Gemeindelexikon für die Provinz Rheinland von 1888 werden für Abrahamstal ein Wohnhaus mit drei Einwohnern angegeben. 1895 besitzt der Ort ein Wohnhaus mit drei Einwohnern und gehörte konfessionell zum katholischen Kirchspiel Linde, 1905 werden ein Wohnhaus und vier Einwohner angegeben.
Die Eisenschmelzhütte wurde noch bis ins späte 19. Jahrhundert mit Eisenstein aus Lindlar beschickt.

## Busverbindungen
Über die in Nachbarorten gelegenen Haltestellen Altenlinde (Linie 332) und Untersülze (Linie 335) ist Abrahamstal an den öffentlichen Personennahverkehr angebunden.